# Tadmaït
Tadmaït (en tifinagh: ⵝⴰⴸⵎⴰⵢⵝ) (Camp-du-Maréchal  durant la colonisation française); est une commune de la wilaya de Tizi Ouzou dans la région de Grande-Kabylie en Algérie, située à 18 km à l'ouest de Tizi Ouzou et à 85 km à l'est d'Alger.

## Géographie

### Localisation
La commune de Tadmaït est située à l'ouest de la wilaya de Tizi Ouzou. Elle est délimitée :
|                               | Baghlia (Wilaya de Boumerdès) | Sidi Namane     |
| Naciria (Wilaya de Boumerdès) | Tadmaït                       | Draâ Ben Khedda |
|                               | Aït Yahia Moussa              | Tirmitine       |

### Les localités de la commune
La commune de Tadmaït est composée de vingt-une localités :
- Afir
- Agouni Amrouche
- Ait khercha ( At Xarca)
- Ait Yahia
- Aït Hamou
- Aït Mamar
- Aït Ouarzedine
- Aït Si Amar
- Aït Saada
- I sekayen
- Aït Sidi Smaïl
- Aziv Igherbiène
- Bouzourène ou iazaven
- El Medaï
- Iavachiwen (Iɛevaciwen) (Hameau de At Xarca)
- Ihidoussen
- Ichakalen
- Igherviyen ufella
- Kaf El Aogab
- Tagueroucht
- Thala Benamane
- Thala Malek
- Tizi Bouadou
- Tleta
- Ait annane
- Tala Malek
- I Khendrichen
- Baghddad

## Toponymie
Tadmaït en langue berbère signifie paume (de la main), mais qui peut signifier aussi le palmier-nain, en effet le chef-lieu de la commune est une plaine inondable (inondations durant les années 1970 à 80) où passe le Sebaou. Aussi Tadmaït est donc entourée de montagnes, ce qui lui donne cet aspect semblable à une paume de main.

## Histoire
- Si vous ne connaissez pas le sujet, laissez ce bandeau (vous pouvez alors contacter les auteurs).
- Si vous supprimez le contenu mis en cause (vous pouvez préalablement contacter les auteurs),

argumentez précisément cette suppression dans la page de discussion
(un manque de référence n'est pas un argument ; une recherche réelle de référence doit avoir été effectuée, être formellement documentée).
 (mars 2011).
Le Camp-du-Maréchal était un village colonial créé en basse Kabylie, devenu Tadmaït en 1963, juste après l’indépendance de l’Algérie.

### L'occupation française
Le 14 juin 1830 les troupes françaises débarquent à Sidi-Ferruch , et entrent dans Alger le 5 juillet. Une dizaine d’années plus tard, le maréchal Bugeaud décide de conquérir la Kabylie. Il occupe Bordj Menaiel, à 66 km à l’est d’Alger. Puis il se dirige vers le nord et occupe Dellys, ville côtière fondée durant la présence turque. Au retour de Dellys, en remontant le Sebaou il débouche sur la plaine de Tadmaït qu’il occupe. La population indigène se réfugie au mont Sidi Ali Bounab et se répartit en Thouder (hameaux).
Le maréchal établit un grand camp en vue de préparer l’occupation du reste de la Kabylie. À l’ouest du camp (6 km environ) un centre est fondé par la Société de protection des Alsaciens-Lorrains demeurés français (fondée en 1871) présidée par le comte Joseph d’Haussonville. Dès 1873, 33 familles sont installées[réf. nécessaire]. À l’emplacement du camp est fondé en 1879 un village qui portera le nom du maréchal.[réf. nécessaire]
Profitant de l’expérience, c’est, de tous les villages alsaciens, le mieux réussi[évasif]. Il est tout de suite doté de toutes les infrastructures de base : mairie, poste, école, église bâties par des ouvriers indigènes. Le village n’est conçu que pour les besoins des colons et de l’administration coloniale[évasif]. Les terres fertiles, arrosés par le Sebaou sont exploitées au même titre que les ouvriers qui y travaillent du lever au coucher du soleil[réf. nécessaire]. C’est pourquoi les colons demandent à ce qu’ils soient regroupés près du village pour qu’ils soient plus performants[évasif]. C’est ainsi que Tadmaït est né, un ensemble d’habitations de fortune à 100 m sur les hauteurs du village. D’autres infrastructures sont mises en place telles que le collège et le dispensaire que gèrent les Sœurs Blanches, des voies ferrées reliant le village à Alger et Dellys pour l’expédition de la production vers Alger et la France. Le camp du maréchal est connu surtout pour ses vignobles et les deux caves pour la production de vin, ses orangeraies et surtout pour son tabac. Les "olives vertes de Kabylie" produites par la maison Gayraud, régulièrement primées au cours des années 1930, étaient réputées jusque sur le continent européen.

### La guerre d'indépendance
Plusieurs attentats sont perpétrés dès 1955, des gens commencent à rejoindre le maquis pour prendre les armes. L’un des événements majeurs de cette guerre est l’attentat perpétré une nuit de 1956 contre deux dépôts, l’un de munitions l’autre de tabac.
Pour faire face à la nouvelle situation, des renforts militaires sont acheminés vers le village et une caserne est bâtie 500 m à l’ouest du village. Pour faciliter l’accès aux maquis et traquer les moudjahidines, des routes sont ouvertes vers le mont Sidi Ali Bouneb. À partir de 18 heures le village est interdit aux indigènes. Un bidonville, tout près de la gare est improvisé pour accueillir des familles fuyant la montagne. Une cité composée de maisons en dur, de deux à trois pièces est construite pour accueillir les harkis. Le mont Sidi Ali Bouneb ne connaîtra de répit qu’en 1962, Le Camp du Maréchal perd durant cette guerre près de 1000 habitants.

### Après l'indépendance
En 1963, Le Camp du Maréchal prend le nom de Tadmaït. Une année après, la caserne est transformée en centre de formation professionnelle. La voie ferrée reliant Tadmaït à Dellys a été supprimée.
C’est à partir du début des années 1970 que le village connaît des changements notables. Tout un quartier de maisons coloniales est rasé pour laisser place à un ensemble d’immeubles. Le collège est gardé tel quel et le dispensaire transformé en maternité. À la même période, commence la destruction de l’église qui durera plusieurs années pour bâtir à la place une mosquée.
Des nouvelles cités ont vu le jour, à l'ouest de la commune à partir du début des années 1990 (Cité Ferki), puis les années 2000 (Cité EPLF), ainsi qu'un nouveau lycée et des écoles. Une deuxième bâtisse similaire à l'ancienne mairie coloniale est bâtie au début des années 1990 et sert actuellement de siège de l'APC. Des nouveaux lotissements se développent au sud et au sud-est de la commune (sur les hauteurs de la commune).
L’immeuble qui abritait la gendarmerie nationale datant de l’époque coloniale a été soufflé par un attentat à la voiture piégée au milieu des années 1990. La mairie coloniale et l’ex-école Lambert ne résistent pas au séisme de 2003.
Un ensemble de bâtiments tours a été réalisé à l'entrée nord de la commune dans le cadre du projet AADL (2001-2002. Un nouvel établissement clinique a été inauguré en 2014.

## Économie

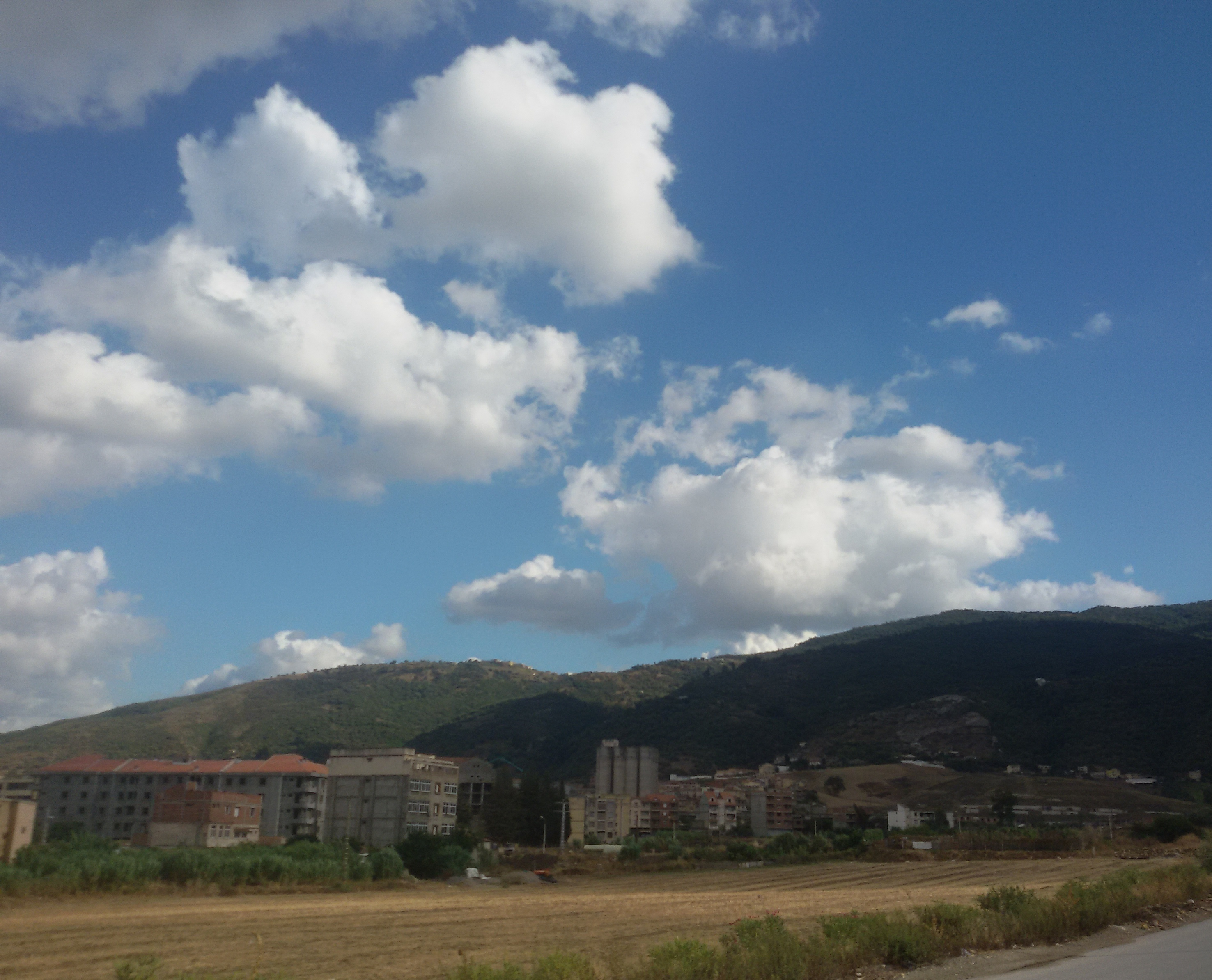
Vue sur l'unité de l'ex-SN Sempac (Société nationale des semouleries, meuneries, fabriques de pâtes alimentaires et couscous qui, après 2 restructurations industrielles successives (1982 et 2015) est rattachée depuis 2015 au groupe AGRO-INDUSTRIE (par abréviation AGRODIV).

La ville de Tadmaït n'a pas beaucoup d'infrastructures, comme un moulin appelé SN Sempac (aujourd'hui AGRODIV) qui employait centaine d'ouvriers au début des années 1970. Il y a une zone d'activité économique située au lieu-dit Ajdhayen à 2 km sud-ouest du chef-lieu de la commune initiée dans les années 1980 et quelques PME ont créé des emplois. 
La commune dispose d'un marché du gros des fruits et légumes qui demeure loin des normes réglementaires de fonctionnement eu égard à sa proximité de la voie ferrée et le manque d’aménagement. Plus encore, le caractère informel de ce marché de gros des fruits et légumes suscite l’incompréhension chez les commerçants détaillants qui sont déclarés au registre du commerce et aux services fiscaux. Insistant sur la nécessité de l’inscription d’une opération de construction d’un marché de gros des fruits et légumes pour Tizi-Ouzou.
Le marché de gros a été ensuite déplacé vers Tizi Ouzou.

## Enseignement
La commune compte 11 écoles primaires publics :
- école Azzouz Said au village Bouketchawen.
- école Amar Bayou, rue Rezki Ben Alia, chef-lieu de la commune.
- école Raiah Ali, cité les orangers, Tadmaït.
- école Aâouin Lounès, lotissement Baghdad.
- nouvelle école Abbas Ahmed, cité 2000 Logements-EPLF.
- école Lakhdari Ali au village Kef El Aogab.
- école Bouâkaz Lounès au village Ichakalen.
- école Berkani Mohamed au village Ait Ouarzedin.
- école Bouâraba Mohamed au village Hidoussa.
- école Djemaâ Amar au village Ait Saâda.
- école Les Frères Kachetouli au village Sidi Ali Bounab.

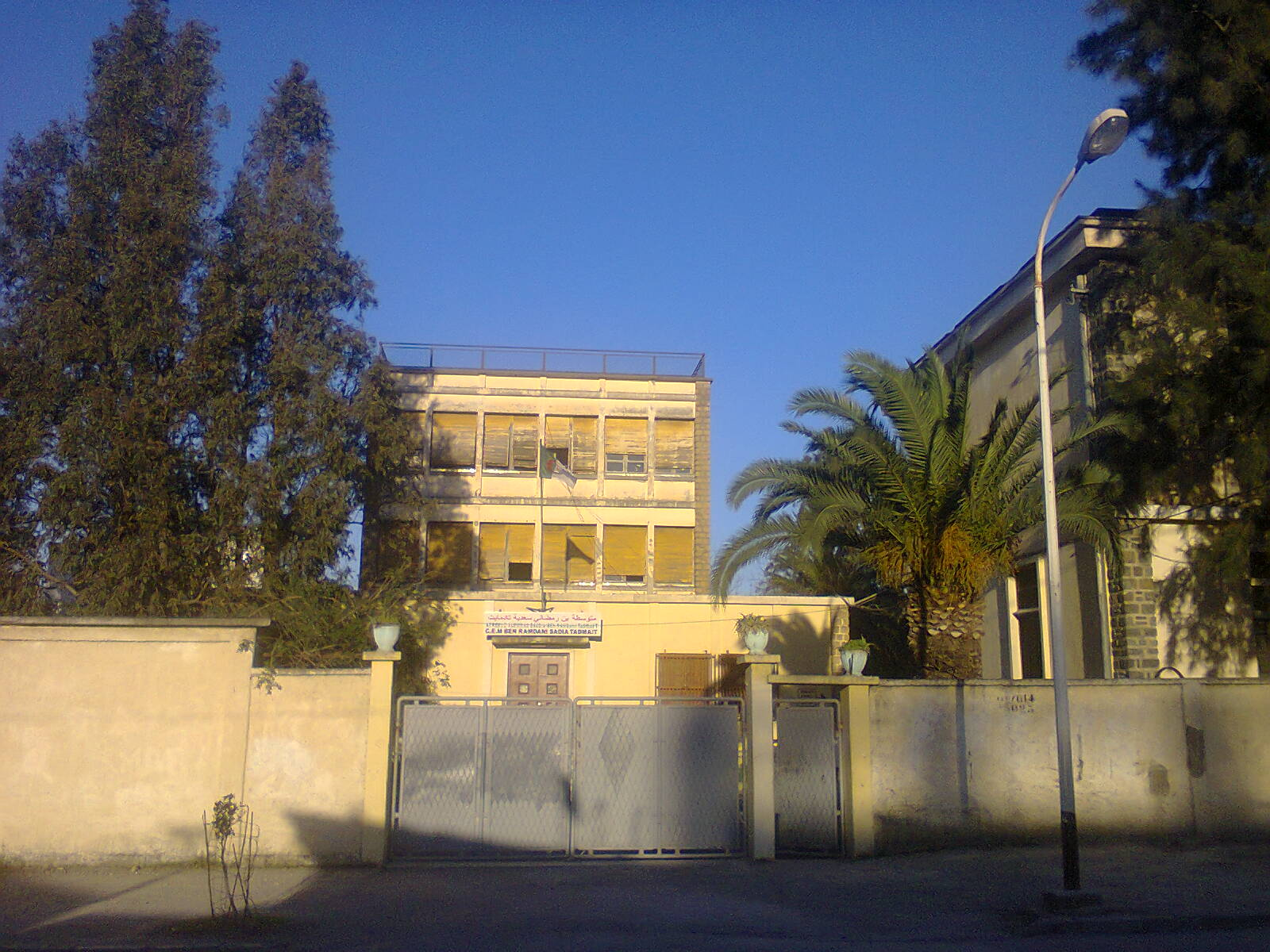
L'entrée principale du collège Ben Ramdani Saâdia (ex-CEM Filles) de Tadmaït.

4 collèges d'enseignement moyen (CEM) :
- CEM Ben Ramdani Saâdia (ex-CEM Filles "Jesus-Marie" à l'époque coloniale), rue Bennour-Ali, chef-lieu de la commune.
- CEM Les Martyrs, chef-lieu de la commune.
- CEM Boukhari M'Hamed au village Ait Khercha.
- CEM Ferhat Ben Safi, lotissement Kara Ahmed.
- l'ex-CEM Amar Bayou (CEM Garçons à l'époque coloniale) a été détruit à la suite du séisme de 2003.

1 lycée :
- Lycée Ali Bennour et ses frères, chef-lieu de la commune.

## Formation professionnelle
Tadmaït dispose d'un centre de formation professionnelle et administrative CFPA depuis l’indépendance. Il a une capacité pédagogique d’accueil de 300 stagiaires, et une capacité en internat de 130 places ; le centre propose plusieurs types de formations selon les niveaux : magasinier, maçonnerie, coiffures dames, menuiserie de bâtiments, électricité de bâtiments, comptabilité, réparation mécanique véhicule léger, prêt à porter, installation sanitaire et gaz, exploitant en informatique, tournage, sculpture sur bois.

## Sport

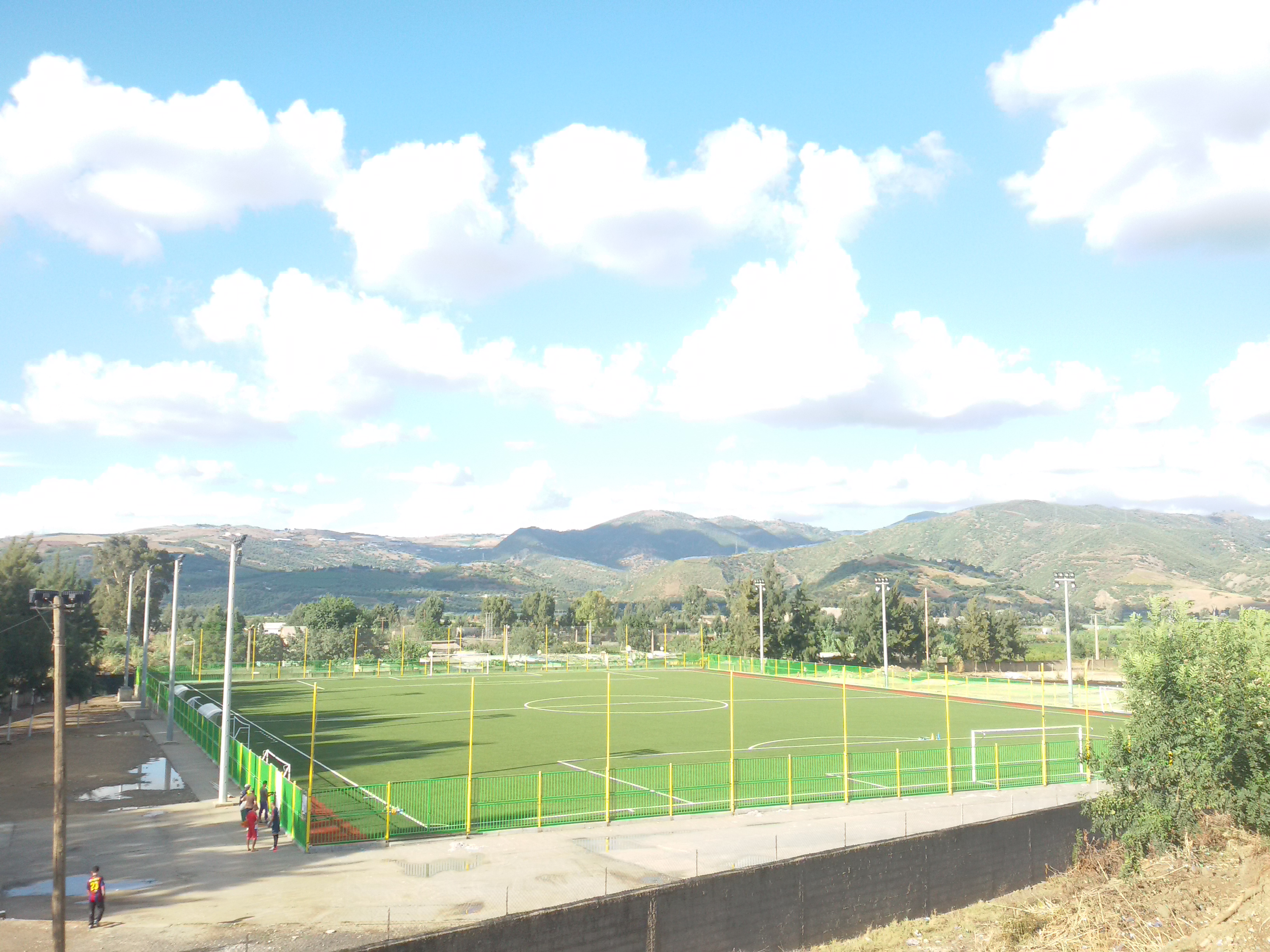
Stade de Tadmaït, à la sortie est de la commune.

La commune de Tadmaït dispose d'un stade en pelouse artificielle appelé stade du Chahid Aiboud Ahcene.
Elle dispose d'une équipe de football appelée Jeunesse Sportive de Tadmaït (JST) créée en 1968 aux couleurs noir et blanc, et d'une autre au village de Sidi Ali Bounab nommée Jeunesse Sportive de Ali Bounab (JSAB). En 2015, une autre équipe appelée Football Club de Tadmaït (FCT) aux couleurs orange et vert est créée. Une autre équipe de football spécialisée dans la formation des jeunes existe dans la commune et est appelée Jeunes Footballeurs de Tadmaït (JFT).

Les autres sports ne sont pas très développés dans la commune, comme le karaté où il y avait depuis plus de 20 ans une seule petite salle pour toute la jeunesse de la commune. L'athlétisme, le handball et la pétanque étaient pratiqués un certain temps.

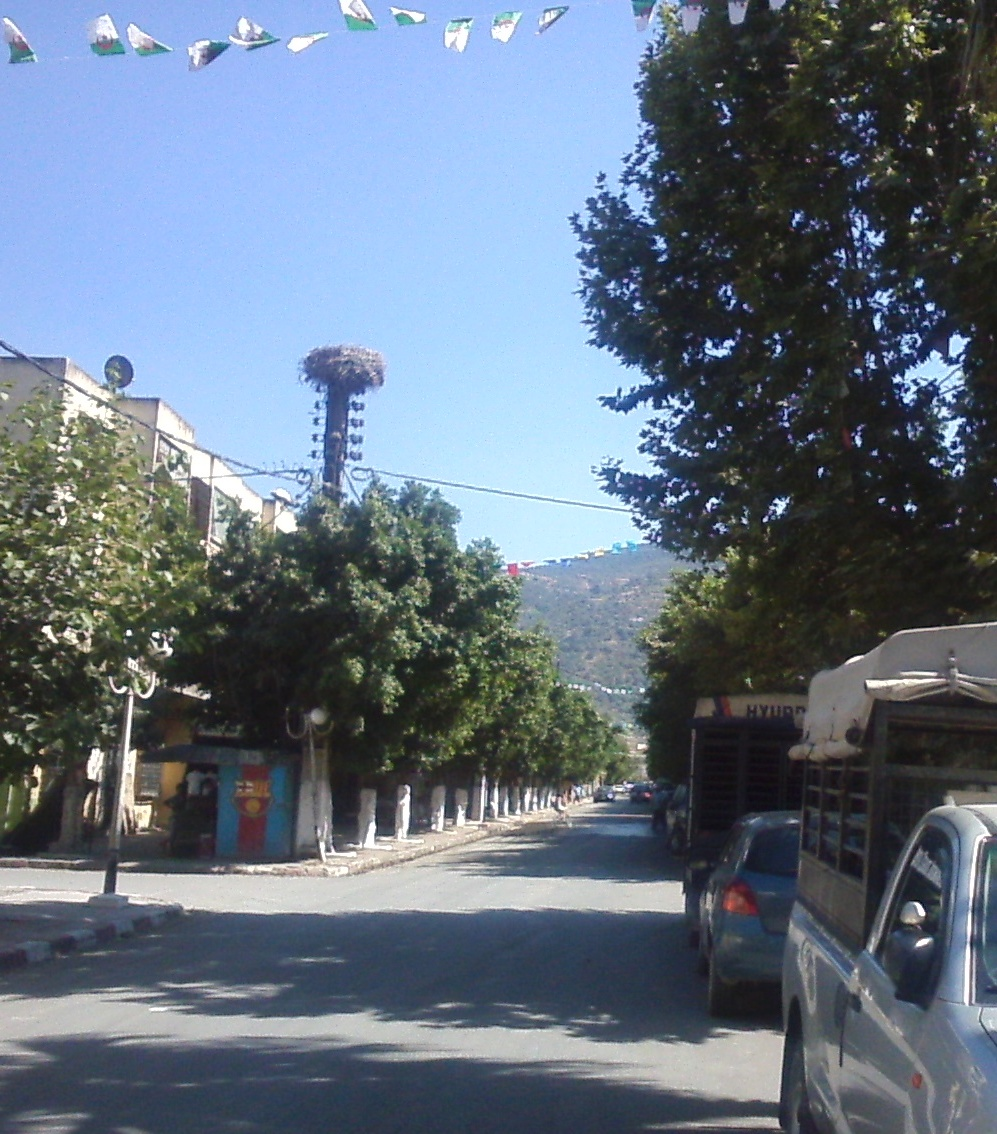
Boulevard Colonel Amirouche, principale artère du chef-lieu de Tadmaït.
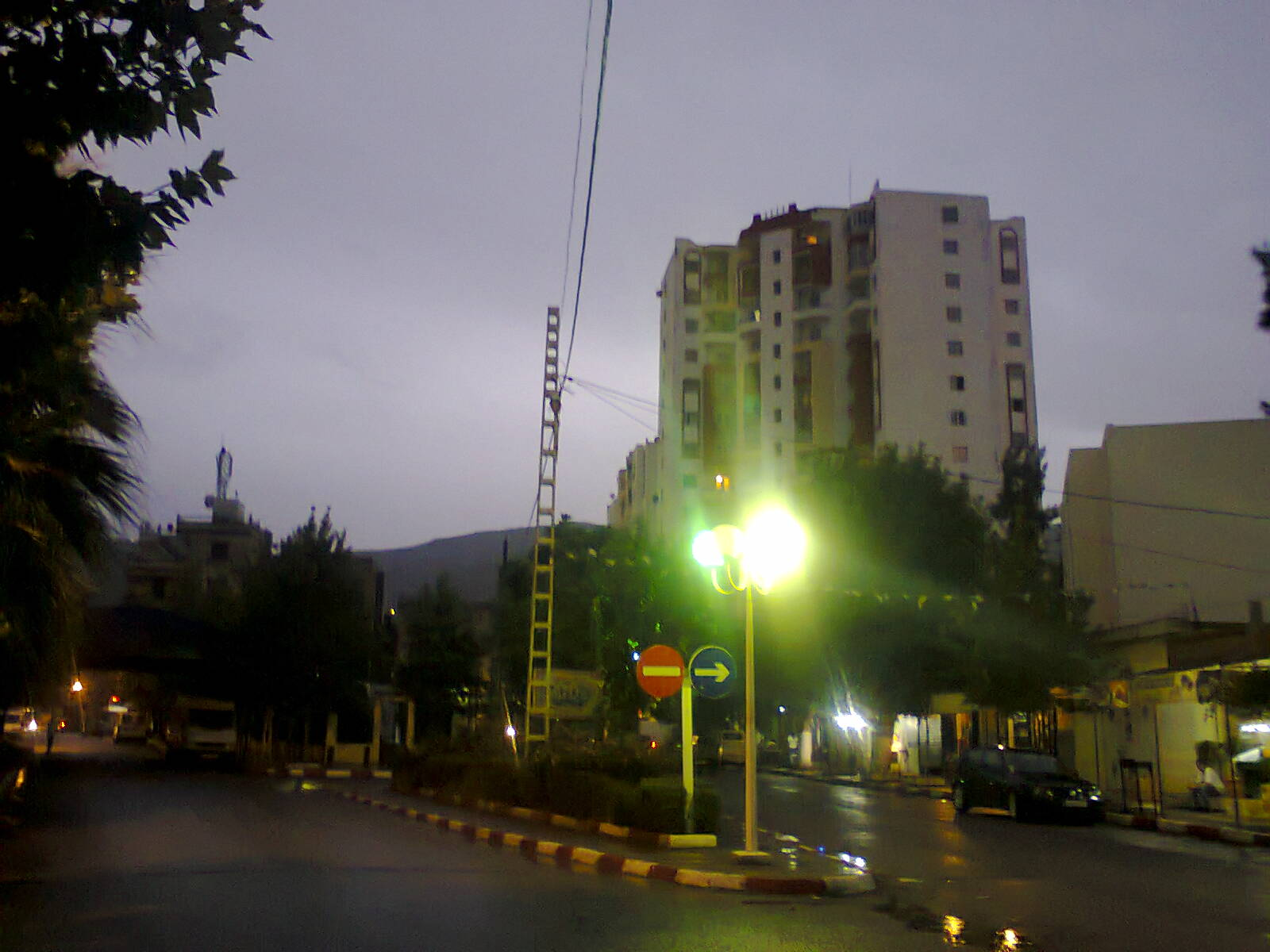
Bâtiments de la nouvelle cité de l'AADL à l'entrée de Tadmaït.
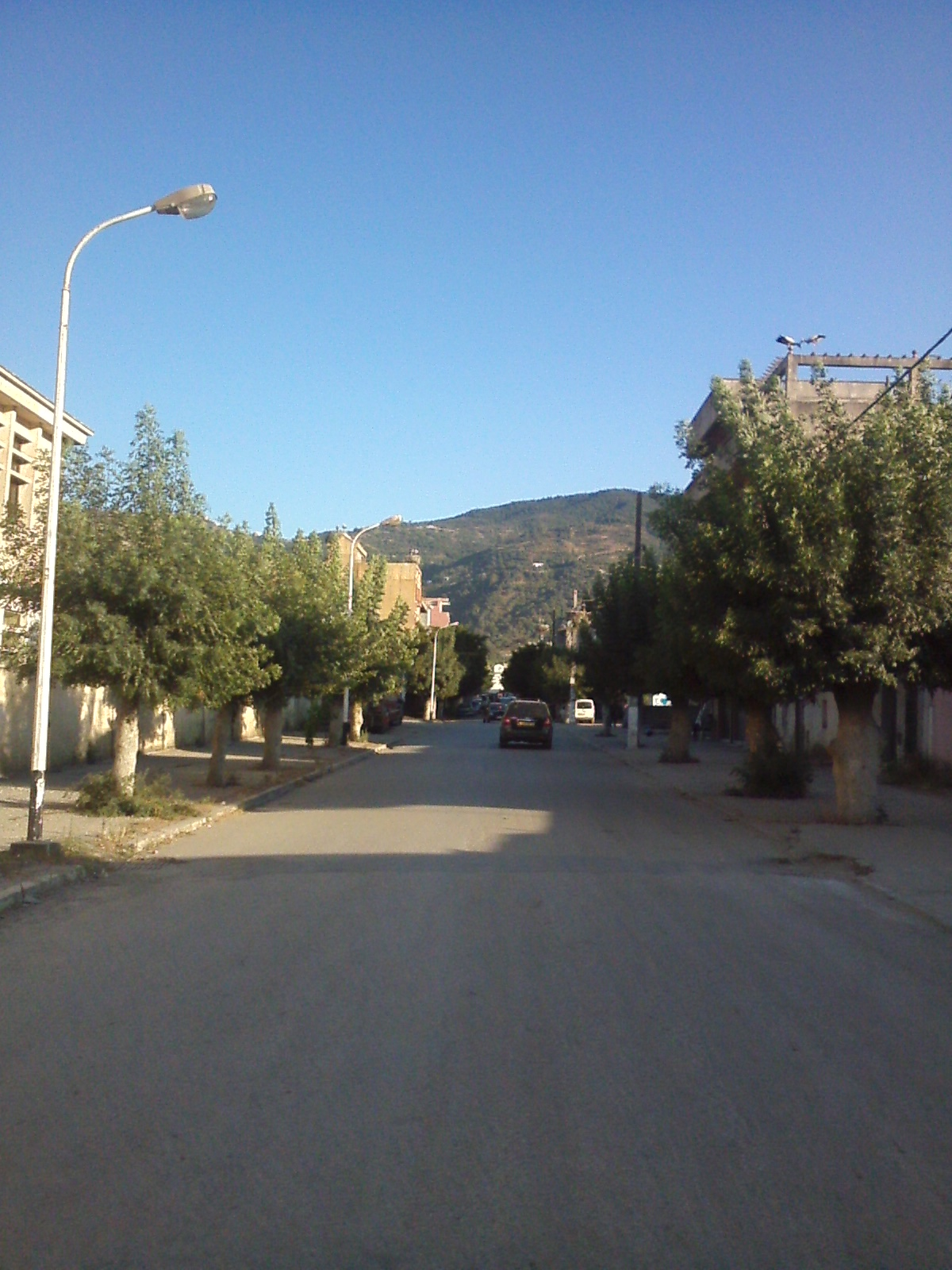
Rue Cheradi Ali, Tadmaït.
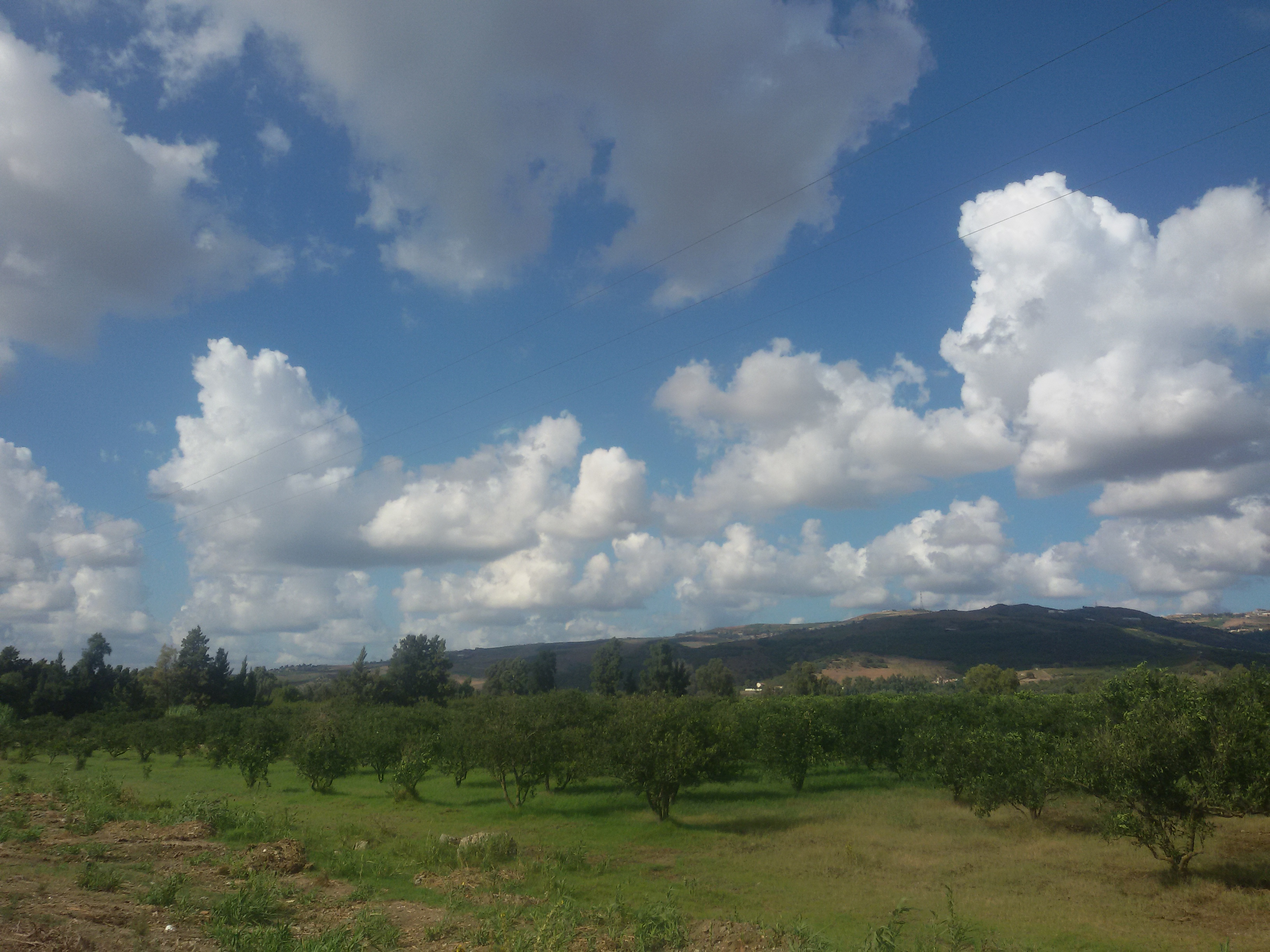
Champ d'oliviers sur la route de Baghlia, au nord de la commune.

## Personnalités liés à la commune
- Samir Sadaoui[5]